# ピラタス PC-7
ピラタス PC-7 ターボトレイナー
オランダ空軍のPC-7
- 用途：初等・基本練習機、COIN機
- 製造者：ピラタス
- 運用者

  -  スイス（スイス空軍）
  -  ミャンマー（ミャンマー空軍）
  -  メキシコ（メキシコ空軍）
  -  南アフリカ共和国（南アフリカ空軍）他
- 初飛行：1966年4月1日
- 生産数：520機以上
- 運用開始：1979年
- 運用状況：現役

ピラタス PC-7（英語: Pilatus PC-7）は、スイスのピラタスが開発した単発練習機。愛称はターボトレイナー（英語: Turbo Trainer）。ターボプロップ練習機の先駆的存在で、これまでに世界で20か国以上に採用されている。

## 概要
1950年代後半にピラタス社が開発したレシプロエンジン搭載の初等練習機P-3の後継機として開発されたのが本機で、試作機はP-3のエンジンをプラット・アンド・ホイットニー・カナダ製PT6Aターボプロップエンジンに換装して作られ、1966年4月12日に初飛行した。しかし、テスト飛行中に燃料管理のミスが発生し緊急着陸したことが原因で計画は一時的に棚上げされた。その後1973年に計画が再開されるとボリビアやミャンマーなどから受注を獲得したが、量産化に当たっては性能向上や操縦性の改善など多くの改良が必要であったため、機体構造や主翼などに大きな変更が加えられ、結果としてP-3とは大きく異なる外見になった。こうして量産型初号機が初飛行したのは、試作機の初飛行から10年以上が経過した1978年8月18日のことだった。
PC-7の量産型はエンジンにPT6A-25Aを採用し、485kWの最大出力を410kWに減格して使用している。1985年からはオプションで座席をマーチン・ベイカー製の射出座席にすることが可能になった。PC-7は軽快な運動性を持つだけでなく、兵器訓練が可能なように主翼下に計6箇所のハードポイントを設置しているため、COIN機としての運用も可能である。このため、軽攻撃機として採用した国も少なくない。イラン・イラク戦争ではイラン・イラク両軍で実戦に投入されている。
1992年には、南アフリカ空軍からの要求に基づいて、次世代練習機として開発したPC-9で用いた新技術をフィードバックしたPC-7 Mk.IIが登場している。このPC-7 Mk.IIは、PC-9と同じスタイルのコックピットを採り入れており、後席を一段高く配置して後席からの前方視界を確保し、射出座席を標準装備している。計器類も近代化され、ヘッドアップディスプレイを設置することも可能である。他にも、エンジンはPT6A-25C（最大出力632kWを522kWに減格）を搭載したことでPC-7よりも約30%パワーアップしており、それに伴いプロペラブレードは3翅から4翅に増やされ、胴体下にはエアブレーキが追加された。このためPC-9とよく似た外見となり（機体寸法もPC-9と同じである）、1996年からはPC-9と共通の胴体を使用して製造されている。ハードポイントもPC-7同様に6箇所あるが、南アフリカ空軍へ引き渡された機体は政治的理由からハードポイントが塞がれている。後に登場したPC-9MはPC-7 Mk.IIの技術がフィードバックされたため、外見での識別が困難なほどPC-7 Mk.IIと瓜二つとなった。
ピラタスでは、初等練習機としてはPC-7MKXを、より高性能の練習機としてはPC-21を販売している。

## 採用国
- アンゴラ
- アラブ首長国連邦
- オーストリア - 2023年時点で、オーストリア空軍が12機のPC-7を保有している[2]。
- ボリビア
- ブルネイ
- ボプタツワナ
- ボツワナ
- スイス
- チリ
- フランス - 2025年にフランス航空宇宙軍が基本練習機として22機のPC-7MKXを発注し、2027年に納入予定[3]。
- グアテマラ

- インド - 2024年時点で、インド空軍が75機のPC-7 Mk.IIを保有[4]。
- イラン
- イラク
- メキシコ
- ミャンマー
- マレーシア
- オランダ - 初等練習機として、オランダ空軍が1988年からPC-7を運用[5]。老朽化に伴い、2025年に8機のPC-7MKXと4機のシミュレータを発注した[5]。
- スリナム - スリナム国軍が運用[6]。退役済み[7]。
- チャド
- ウルグアイ
- 南アフリカ共和国 - 2023年時点で、南アフリカ空軍が35機のPC-7Mk.II アストラを保有している[8]。

## 派生型
PC-7
初期生産型。
PC-7 Mk.II
PC-9の技術を取り入れた改良型。南アフリカ空軍では「アストラ(Astra)」の愛称を持つ。

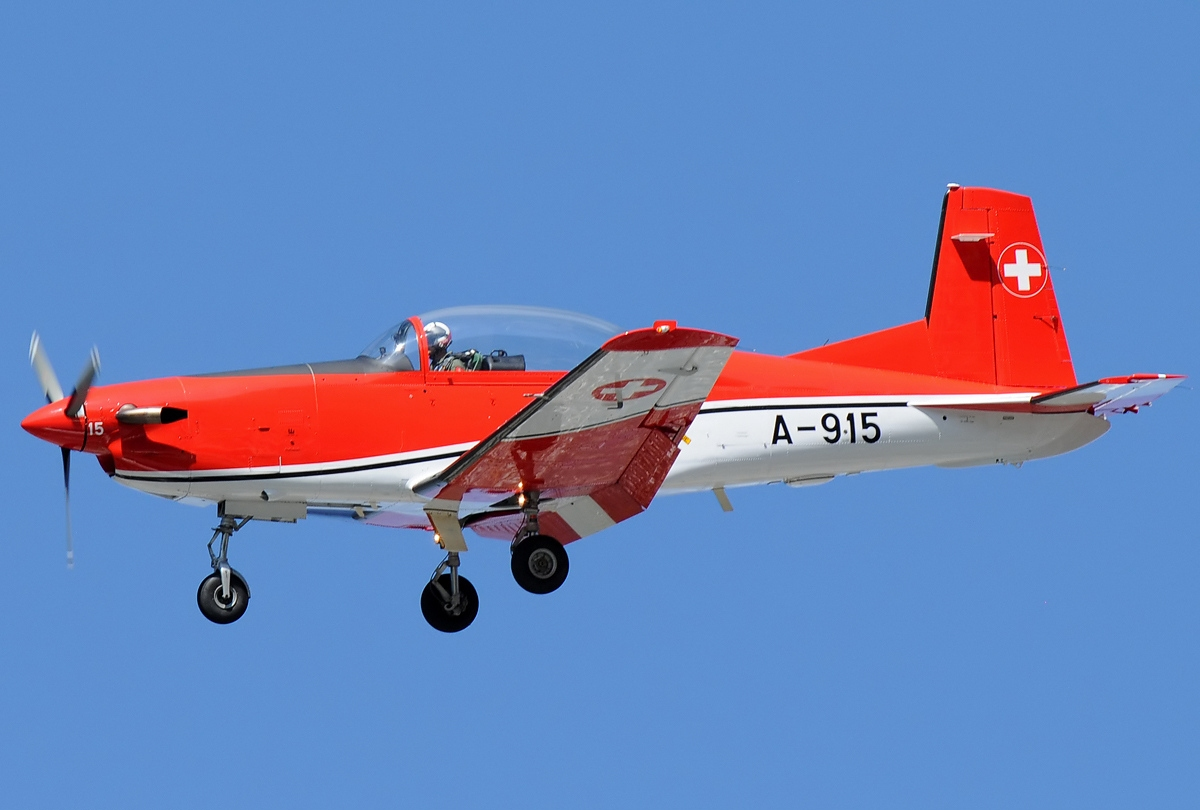
NCPC-7
スイス空軍の近代化改修機。完全なグラスコクピットを装備し、新世代機へ移行しやすいように改造されている。外見上はほとんど変化がないため従来型と塗装が変更されている。
PC-7U
ウルグアイ向けの生産型。ウルグアイ空軍での呼称はAT-92。
PC-7 MKX
2021年11月14日に発表された最新型。3つの多機能ディスプレイを備えたグラスコックピットを含む「スマートアビオニクス」と呼ばれるアビオニクスの実装により、PC-21よりも低コストで、新世代機へ向けた効率的な基礎訓練の提供を可能としている。オプションでPC-21に近い高度なシミュレーションを提供することも可能。丸紅エアロスペースが航空自衛隊のT-7後継に提案していたが、2024年11月29日に航空自衛隊はT-6を選定した。

## 性能諸元
出典: Lambert, Mark (1993). Jane's All The World's Aircraft 1993-94. Jane's Data Division. pp. 359–360. ISBN 0-7106-1066-1, “The Svelte Switzer......Pilatus”. Air International (Key Publishing Ltd) 16 (3):  111-118. (9 1979)., Pilatus Aircraft Ltd.. “PC-7 MkII - Aircraft Data” (英語). 2012年6月17日閲覧。
諸元
- 乗員: 2名
- 全長: 9.78 m （32 ft 1 in）
- 全高: 3.21 m （10 ft 6 in）
- 翼幅: 10.40 m（34 ft 1 in）
- 翼面積: 16.60 m² （179.0 ft²）
- 空虚重量: 1,330 kg （2,932 lb）
- 最大離陸重量: 2,700 kg （5,952 lb）
- 動力: P&Wカナダ PT6A-25A ターボプロップエンジン、410 kW （550 shp）   × 1

性能
- 超過禁止速度: 500 km/h （270 kt, 310 mph）
- 最大速度: 412 km/h （222 kt, 256 mph） ※高度6,100 m (20,000 ft)、最大巡航速度
- 巡航速度: 330 km/h （180 kt, 210 mph）
- 失速速度: 119 km/h （64 kt, 74 mph） ※フラップとギアを下げ、動力を切った状態
- 航続距離: 2,630 km （1,420 nmi, 1,634 mi） 高度5,000 m、巡航出力、20分の余裕を含む
- 実用上昇限度: 10,060 m （33,000 ft）
- 上昇率: 10.9 m/s （2,150 ft/min）
- 離陸滑走距離: 415 m （※ Mk.II）
- 着陸滑走距離: 665 m （※ Mk.II）
- 翼面荷重: 114.5 kg/m² （23.44 lb/ft²）

武装
- ハードポイント×6ヶ所、計1,040 kg (2,294 lb)

## 参考資料
- The International Institute for Strategic Studies (IISS) (2004-10-01) (英語). The Military Balance 2004-2005. Routledge. ISBN 0-19-856622-0
- The International Institute for Strategic Studies (IISS) (2024) (英語). The Military Balance 2024. Routledge. ISBN 978-1-032-78004-7
- 青木 謙知編 「Jwings戦闘機年鑑 2009-2010」 2009年 イカロス出版 ISBN 9784863201576
- 分冊百科「週刊 ワールド・エアクラフト」No.125 2002年 デアゴスティーニ